# Bahnstrecke Kufstein–Schwoich
| Streckenlänge: | 4,4 km |                     |                     |
| |        |                     |                     |
| \| \| \| von Rosenheim \| \| \| \| \| Kufstein \| 482 m ü. A. \| \| \| 0,0 \| nach Innsbruck \| nach Innsbruck \| \| \| 0,1 \| Inn \| Inn \| \| \| 1,0 \| Weißache \| Weißache \| \| \| \| Endach \| \| \| \| 1,0 \| Abzweigung \| Abzweigung \| \| \| 1,9 \| Weißache \| Weißache \| \| \| 2,9 \| Weißache \| Weißache \| \| \| 3,3 \| Weißache \| Weißache \| \| \| 4,4 \| Zementwerk Schwoich \| Zementwerk Schwoich \| |        |                     |                     |
| |        | von Rosenheim       |                     |
| Bahnhof |        | Kufstein            | 482 m ü. A.         |
| Abzweig ehemals geradeaus und nach rechts | 0,0    | nach Innsbruck      | nach Innsbruck      |
| Brücke über Wasserlauf (Strecke außer Betrieb) | 0,1    | Inn                 | Inn                 |
| Brücke über Wasserlauf (Strecke außer Betrieb) | 1,0    | Weißache            | Weißache            |
| Betriebs-/Güterbahnhof Streckenanfang (Strecke außer Betrieb) · Strecke (außer Betrieb) |        | Endach              | Endach              |
| Strecke nach links (außer Betrieb) · Abzweig geradeaus und von rechts (Strecke außer Betrieb) | 1,0    | Abzweigung          | Abzweigung          |
| Brücke über Wasserlauf (Strecke außer Betrieb) | 1,9    | Weißache            | Weißache            |
| Brücke über Wasserlauf (Strecke außer Betrieb) | 2,9    | Weißache            | Weißache            |
| Brücke über Wasserlauf (Strecke außer Betrieb) | 3,3    | Weißache            | Weißache            |
| Betriebs-/Güterbahnhof Streckenende (Strecke außer Betrieb) | 4,4    | Zementwerk Schwoich | Zementwerk Schwoich |

Die Bahnstrecke Kufstein–Schwoich war eine 4,4 Kilometer lange Eisenbahnstrecke in Tirol, die den Bahnhof Kufstein mit dem Zementwerk in Schwoich verband. Sie diente ausschließlich dem Zementtransport und wurde als Pferdebahn betrieben.

## Geschichte
Franz Kink fand 1841 im Weißachtal tonhaltigen Mergel, was im darauffolgenden Jahr zur Errichtung eines Zementwerks führte. Der hier produzierte Zement wurde unter anderem zur Errichtung der Nordbahn und von Gebäuden an der Wiener Ringstraße wie dem Wiener Rathaus verwendet. 
Um den aufwendigen Transport von Schwoich nach Kufstein zu erleichtern, wurde eine Eisenbahn errichtet. Sie führte vom Zementwerk in Schwoich-Egerbach beziehungsweise Eiberg durch die Klemm-Schlucht entlang der Weißache zuerst in den Kufsteiner Stadtteil Endach zum Inn. 1891 wurde im Bereich der heutigen Wendlinger Brücke eine Stahlfachwerkbrücke über den Inn errichtet, um den Zement direkt zum Kufsteiner Bahnhof transportieren zu können.
1904 wurde entlang derselben Strecke die Eibergstraße errichtet.